# Nenad Zimonjić
Nenad Zimonjić (in serbo Ненад Зимоњић?; Belgrado, 4 giugno 1976) è un tennista e allenatore di tennis serbo specializzato nel doppio, di cui è stato numero uno del mondo per un totale di 50 settimane tra il 2008 e il 2010.
È il secondo tennista serbo a raggiungere il primo posto del ranking di doppio, prima di lui è riuscito nell'impresa Slobodan Živojinović nel 1986. Considerato il miglior doppista serbo, ha vinto tre titoli del Grande Slam in doppio e 5 in doppio misto, e una Coppa Davis nel 2010.
È stato capitano della squadra serba di Coppa Davis dal 2003 al 2004 e dal 2017 al 2020.
Zimonjic è anche il tennista con più match alle spalle nella Coppa Davis per la nazionale (49) e anche quello con il maggiore numero di edizioni giocate (20)

## Carriera
Zimonjić diventa un tennista professionista nel 1995 e non ottiene mai successo nel singolare, salvo il terzo turno a Wimbledon nel 1999. Resta pressoché sconosciuto al grande pubblico fino all'inaspettato successo nel doppio misto agli Australian Open nel 2004 dove, insieme alla russa Elena Bovina, batte in finale i campioni uscenti Martina Navrátilová e Leander Paes per 6-1 7–6(3). L'anno successivo vince, insieme alla slovena Katarina Srebotnik, il doppio misto al Roland Garros e raggiunge la finale di doppio maschile a Wimbledon insieme a Fabrice Santoro.
Nel 2007 non riesce a bissare il successo nel doppio misto al Roland Garros, infatti in finale, sempre al fianco della Srebotnik, viene battuto dalla coppia franco-indiana Dechy/Ram. Dopo il torneo di Wimbledon si scioglie la coppia con Santoro e agli US Open gioca insieme all'indiano Mahesh Bhupathi, ma sul finire dell'anno anche questa coppia si scioglie e il canadese Daniel Nestor, vincitore del doppio al Roland Garros dello stesso anno, diventa il nuovo compagno di doppio.
Il nuovo duo parte subito bene, aggiudicandosi il torneo di San Pietroburgo senza perdere un set e raggiungendo la finale del Tennis Masters Cup dove viene sconfitto dai fratelli Bryan.
Nel 2008, sempre con Nestor, raggiunge i quarti agli Australian Open, la finale al Roland Garros, conquista il primo torneo dello slam a Wimbledon, titolo bissato nel 2009, e la prima Tennis Masters Cup.
Si aggiudica inoltre i Masters Series di Amburgo e Toronto, e raggiunge la finale ad Indian Wells e Roma.
Nel 2010 si impone al Roland Garros sia nel doppio maschile con Nestor sia nel doppio misto in coppia con la slovena Katarina Srebotnik.
Sempre nel 2010 si impone nella Coppa Davis con la Serbia conquistando il punto decisivo nel doppio per riportare la Serbia sul 1-2 a Belgrado contro la Francia.
Nel 2014 ottiene i suoi ultimi grandi risultati vincendo quattro tornei tra cui i Masters di Madrid e Roma.
Nel 2017, dopo un digiuno di tre anni, a quasi quarantuno anni conquista il torneo di Sofia insieme al connazionale Viktor Troicki.
Nel 2018 si opera alle anche e a quel momento segue un crollo in classifica che lo costringerà a giocare solo tornei Challenger. Nel 2020 vince con la Serbia la prima edizione dell'ATP Cup. A partire da quell'anno riduce notevolmente gli impegni professistici disputando appena sei match tra il 2020 e il 2021 senza vincerne nessuno. Nel corso del 2021 esce dalla top 1000 mondiale.
Nel 2023 annuncia il ritorno nel circuito dopo oltre due anni di stop, durante i quali ha vinto il  doppio misto leggende al Torneo di Wimbledon 2022 insieme a Marion Bartoli. Tra fine maggio e inizio giugno partecipa a due tornei Challenger in Germania insieme a Ramkumar Ramanathan venendo sconfitto al primo turno in ambedue le occasioni.
A luglio si conferma campione nel doppio leggende di Wimbledon, questa volta insieme a Rennae Stubbs.
Ad Aprile 2024 viene assunto come nuovo allenatore di Novak Djokovic dopo l’addio del suo allenatore storico Goran Ivanisevic.

## Statistiche

### Doppio

#### Vittorie (54)
| Legenda                                                        |
| Grande Slam (3)                                                |
| Tennis Masters Cup / ATP World Tour Finals (2)                 |
| Masters Series / ATP World Tour Master 1000 (15)               |
| ATP International Series Gold / ATP World Tour 500 Series (17) |
| ATP International Series / ATP World Tour 250 Series (17)      |

| Legenda superfici |
| ----------------- |
| Cemento (31)      |
| Terra (16)        |
| Erba (4)          |
| Sintetico (3)     |

| N.  | Data              | Torneo                                                                  | Superficie    | Compagno           | Avversari in finale                  | Punteggio                   |
| 1.  | 9 maggio 1999     | Delray Beach International Tennis Championships, Delray Beach (1)       | Terra verde   | Maks Mirny         | Doug Flach Brian MacPhie             | 7–6(3), 3–6, 6–3            |
| 2.  | 5 marzo 2000      | Delray Beach International Tennis Championships, Delray Beach (2)       | Cemento       | Brian MacPhie      | Joshua Eagle Andrew Florent          | 7–5, 6–4                    |
| 3.  | 15 ottobre 2000   | Vienna Open, Vienna (1)                                                 | Cemento (i)   | Yevgeny Kafelnikov | Jiří Novák David Rikl                | 6–4, 6–4                    |
| 4.  | 14 ottobre 2001   | Grand Prix de Tennis de Lyon, Lione                                     | Sintetico (i) | Daniel Nestor      | Arnaud Clément Sébastien Grosjean    | 6–1, 6–2                    |
| 5.  | 24 febbraio 2002  | Regions Morgan Keegan Championships and the Cellular South Cup, Memphis | Cemento (i)   | Brian MacPhie      | Bob Bryan Mike Bryan                 | 6–3, 3–6, 6–4               |
| 6.  | 9 marzo 2003      | Delray Beach International Tennis Championships, Delray Beach (3)       | Cemento       | Leander Paes       | Raemon Sluiter Martin Verkerk        | 7–5, 3–6, 7–5               |
| 7.  | 26 ottobre 2003   | St. Petersburg Open, San Pietroburgo (1)                                | Cemento (i)   | Julian Knowle      | Michael Kohlmann Rainer Schüttler    | 7–6(1), 6–3                 |
| 8.  | 25 aprile 2004    | Monte Carlo Masters, Monte Carlo (1)                                    | Terra rossa   | Tim Henman         | Gastón Etlis Martín Rodríguez        | 7–5, 6–2                    |
| 9.  | 17 aprile 2005    | Monte Carlo Masters, Monte Carlo (2)                                    | Terra rossa   | Leander Paes       | Bob Bryan Mike Bryan                 | W/O                         |
| 10. | 24 aprile 2005    | Open Seat, Barcellona (1)                                               | Terra rossa   | Leander Paes       | Feliciano López Rafael Nadal         | 6–3, 6–3                    |
| 11. | 15 gennaio 2006   | Medibank International, Sydney (1)                                      | Cemento       | Fabrice Santoro    | František Čermák Leoš Friedl         | 6–1, 6–4                    |
| 12. | 18 giugno 2006    | Halle Open, Halle                                                       | Erba          | Fabrice Santoro    | Michael Kohlmann Rainer Schüttler    | 6–0, 6–4                    |
| 13. | 15 ottobre 2006   | Kremlin Cup, Mosca                                                      | Sintetico (i) | Fabrice Santoro    | František Čermák Jaroslav Levinský   | 6–1, 7–5                    |
| 14. | 5 gennaio 2007    | Qatar Open ATP, Doha                                                    | Cemento       | Michail Južnyj     | Martin Damm Leander Paes             | 6–1, 7–6(3)                 |
| 15. | 26 febbraio 2007  | Dubai Tennis Championships, Dubai (1)                                   | Cemento       | Fabrice Santoro    | Mahesh Bhupathi Radek Štěpánek       | 7–5, 6(3)–7, [10–7]         |
| 16. | 7 maggio 2007     | Internazionali BNL d'Italia, Roma (1)                                   | Terra rossa   | Fabrice Santoro    | Bob Bryan Mike Bryan                 | 6–4, 6–7, [10–7]            |
| 17. | 25 agosto 2007    | Pilot Pen Tennis, New Haven                                             | Cemento       | Mahesh Bhupathi    | Mariusz Fyrstenberg Marcin Matkowski | 6–3, 6–3                    |
| 18. | 28 ottobre 2007   | St. Petersburg Open, San Pietroburgo (2)                                | Sintetico     | Daniel Nestor      | Jürgen Melzer Todd Perry             | 6–1, 7–6(3)                 |
| 19. | 18 maggio 2008    | Hamburg Masters, Amburgo                                                | Terra rossa   | Daniel Nestor      | Bob Bryan Mike Bryan                 | 6–4, 5–7, [10–8]            |
| 20. | 15 giugno 2008    | Queen's Club Championships, Londra                                      | Erba          | Daniel Nestor      | Marcelo Melo André Sá                | 6–4, 7–6(3)                 |
| 21. | 5 luglio 2008     | Torneo di Wimbledon, Londra (1)                                         | Erba          | Daniel Nestor      | Jonas Björkman Kevin Ullyett         | 7–6(12), 6(3)–7, 6–3, 6–3   |
| 22. | 27 luglio 2008    | Canada Masters, Toronto (1)                                             | Cemento       | Daniel Nestor      | Bob Bryan Mike Bryan                 | 6–2, 4–6, [10–6]            |
| 23. | 16 novembre 2008  | Tennis Masters Cup, Shanghai (1)                                        | Cemento       | Daniel Nestor      | Bob Bryan Mike Bryan                 | 7–6(3), 6–2                 |
| 24. | 15 febbraio 2009  | ABN AMRO World Tennis Tournament, Rotterdam (1)                         | Cemento (i)   | Daniel Nestor      | Lukáš Dlouhý Leander Paes            | 6–2, 7–5                    |
| 25. | 19 aprile 2009    | Monte-Carlo Rolex Masters, Monte Carlo (3)                              | Terra rossa   | Daniel Nestor      | Bob Bryan Mike Bryan                 | 6–4, 6–1                    |
| 26. | 26 aprile 2009    | Barcelona Open Banco Sabadell, Barcellona (2)                           | Terra rossa   | Daniel Nestor      | Mahesh Bhupathi Mark Knowles         | 6–3, 7–6(9)                 |
| 27. | 3 maggio 2009     | Internazionali BNL d'Italia, Roma (2)                                   | Terra rossa   | Daniel Nestor      | Bob Bryan Mike Bryan                 | 7–6, 6–3                    |
| 28. | 17 maggio 2009    | Mutua Madrileña Madrid Open, Madrid (1)                                 | Terra rossa   | Daniel Nestor      | Simon Aspelin Wesley Moodie          | 6–4, 6–4                    |
| 29. | 4 luglio 2009     | Torneo di Wimbledon, Londra (2)                                         | Erba          | Daniel Nestor      | Bob Bryan Mike Bryan                 | 7–6(7), 6(3)–7, 7–6(3), 6–3 |
| 30. | 23 agosto 2009    | Cincinnati Masters, Cincinnati                                          | Cemento       | Daniel Nestor      | Bob Bryan Mike Bryan                 | 3–6, 7–6(2), [15–13]        |
| 31. | 2 novembre 2009   | Swiss Indoors, Basilea (1)                                              | Cemento (i)   | Daniel Nestor      | Bob Bryan Mike Bryan                 | 6–2, 6–3                    |
| 32. | 8 novembre 2009   | BNP Paribas Masters, Parigi                                             | Cemento (i)   | Daniel Nestor      | Marcel Granollers Tommy Robredo      | 6–3, 6–4                    |
| 33. | 16 gennaio 2010   | Medibank International, Sydney (2)                                      | Cemento       | Daniel Nestor      | Ross Hutchins Jordan Kerr            | 6–3, 7–6(5)                 |
| 34. | 14 febbraio 2010  | ABN AMRO World Tennis Tournament, Rotterdam (2)                         | Cemento (i)   | Daniel Nestor      | Simon Aspelin Paul Hanley            | 6–4, 4–6, [10–7]            |
| 35. | 18 aprile 2010    | Monte-Carlo Rolex Masters, Monte Carlo (4)                              | Terra rossa   | Daniel Nestor      | Mahesh Bhupathi Maks Mirny           | 6–3, 2–0, RET.              |
| 36. | 25 aprile 2010    | Barcelona Open Banco Sabadell, Barcellona (3)                           | Terra rossa   | Daniel Nestor      | Lleyton Hewitt Mark Knowles          | 4–6, 6–3, [10–6]            |
| 37. | 5 giugno 2010     | Open di Francia, Parigi                                                 | Terra rossa   | Daniel Nestor      | Lukáš Dlouhý Leander Paes            | 7–5, 6–2                    |
| 38. | 31 ottobre 2010   | Vienna Open, Vienna (2)                                                 | Cemento (i)   | Daniel Nestor      | Mariusz Fyrstenberg Marcin Matkowski | 7–5, 3–6, [10–5]            |
| 39. | 28 novembre 2010  | ATP World Tour Finals, Londra (2)                                       | Cemento (i)   | Daniel Nestor      | Mahesh Bhupathi Maks Mirny           | 7–6(6), 6–4                 |
| 40. | 7 agosto 2011     | Legg Mason Tennis Classic, Washington (1)                               | Cemento       | Michaël Llodra     | Robert Lindstedt Horia Tecău         | 6(3)–7, 7–6(6), [10–7]      |
| 41. | 14 agosto 2011    | Rogers Cup, Montréal (2)                                                | Cemento       | Michaël Llodra     | Bob Bryan Mike Bryan                 | 6–4, 6(5)–7, [10–5]         |
| 42. | 9 ottobre 2011    | China Open, Pechino                                                     | Cemento       | Michaël Llodra     | Robert Lindstedt Horia Tecău         | 7–6(2), 7–6(4)              |
| 43. | 6 novembre 2011   | Swiss Indoors, Basilea (2)                                              | Cemento (i)   | Michaël Llodra     | Maks Mirny Daniel Nestor             | 6–4, 7–5                    |
| 44. | 19 febbraio 2012  | ABN AMRO World Tennis Tournament, Rotterdam (3)                         | Cemento (i)   | Michaël Llodra     | Robert Lindstedt Horia Tecău         | 4–6, 7–5, [16–14]           |
| 45. | 23 settembre 2012 | St. Petersburg Open, San Pietroburgo (3)                                | Cemento (i)   | Rajeev Ram         | Lukáš Lacko Igor Zelenay             | 6–2, 4–6, [10–6]            |
| 46. | 28 ottobre 2012   | Swiss Indoors, Basilea (3)                                              | Cemento (i)   | Daniel Nestor      | Treat Conrad Huey Dominic Inglot     | 7–5, 6(4)–7, [10–5]         |
| 47. | 17 febbraio 2013  | ABN AMRO World Tennis Tournament, Rotterdam (4)                         | Cemento (i)   | Robert Lindstedt   | Thiemo de Bakker Jesse Huta Galung   | 5–7, 6–3, [10–8]            |
| 48. | 21 aprile 2013    | Monte Carlo Masters, Monte Carlo (5)                                    | Terra rossa   | Julien Benneteau   | Bob Bryan Mike Bryan                 | 4–6, 7–6(4), [14–12]        |
| 49. | 4 agosto 2013     | Citi Open, Washington (2)                                               | Cemento       | Julien Benneteau   | Mardy Fish Radek Štěpánek            | 7–6(5), 7–5                 |
| 50. | 11 gennaio 2014   | Apia International Sydney, Sydney (3)                                   | Cemento       | Daniel Nestor      | Rohan Bopanna Aisam-ul-Haq Qureshi   | 7–6(3), 7–6(3)              |
| 51. | 11 maggio 2014    | Mutua Madrileña Madrid Open, Madrid (2)                                 | Terra rossa   | Daniel Nestor      | Bob Bryan Mike Bryan                 | 6–4, 6–2                    |
| 52. | 18 maggio 2014    | Internazionali BNL d'Italia, Roma (3)                                   | Terra rossa   | Daniel Nestor      | Robin Haase Feliciano López          | 6–4, 7–6(2)                 |
| 53. | 26 ottobre 2014   | Swiss Indoors, Basilea (4)                                              | Cemento (i)   | Vasek Pospisil     | Marin Draganja Henri Kontinen        | 7–6(13), 1–6, [10–5]        |
| 54. | 12 febbraio 2017  | Garanti Koza Sofia Open, Sofia                                          | Cemento (i)   | Viktor Troicki     | Michail Elgin Andrej Kuznecov        | 6-4, 6-4                    |

#### Finali perse (37)
| Legenda                                                       |
| Grande Slam (4)                                               |
| Tennis Masters Cup / ATP World Tour Finals (1)                |
| Masters Series / ATP World Tour Master 1000 (13)              |
| ATP International Series Gold / ATP World Tour 500 Series (8) |
| ATP International Series / ATP World Tour 250 Series (11)     |

| Legenda superfici |
| ----------------- |
| Cemento (19)      |
| Terra (12)        |
| Erba (4)          |
| Sintetico (2)     |

| N.  | Data             | Torneo                                       | Superficie    | Compagno             | Avversari in finale                  | Punteggio           |
| 1.  | 14 febbraio 1999 | SAP Open, San Jose                           | Cemento (i)   | Aleksandar Kitinov   | Todd Woodbridge Mark Woodforde       | 5–7, 7–6(3), 4–6    |
| 2.  | 7 maggio 2000    | BMW Open, Monaco di Baviera (1)              | Terra rossa   | Maks Mirny           | David Adams John-Laffnie de Jager    | 4–6, 4–6            |
| 3.  | 4 marzo 2001     | Dubai Tennis Championships, Dubai (1)        | Cemento       | Daniel Nestor        | Joshua Eagle Sandon Stolle           | 4–6, 4–6            |
| 4.  | 15 aprile 2001   | Portugal Open, Estoril                       | Terra rossa   | Donald Johnson       | Radek Štěpánek Michal Tabara         | 4–6, 1–6            |
| 5.  | 4 maggio 2003    | Open de Tenis Comunidad Valenciana, Valencia | Terra rossa   | Brian MacPhie        | Lucas Arnold Ker Mariano Hood        | 1–6, 7–6(7), 4–6    |
| 6.  | 25 maggio 2003   | Hypo Group Tennis International, St. Pölten  | Terra rossa   | Sargis Sargsian      | Simon Aspelin Massimo Bertolini      | 4–6, 7–6(10), 3–6   |
| 7.  | 2 maggio 2004    | BMW Open, Monaco di Baviera (2)              | Terra rossa   | Julian Knowle        | James Blake Mark Merklein            | 2–6, 4–6            |
| 8.  | 4 luglio 2004    | Torneo di Wimbledon, Londra (1)              | Erba          | Julian Knowle        | Jonas Björkman Todd Woodbridge       | 1–6, 4–6, 6–4, 4–6  |
| 9.  | 16 ottobre 2005  | Stockholm Open, Stoccolma (1)                | Cemento (i)   | Leander Paes         | Wayne Arthurs Paul Hanley            | 3–6, 3–6            |
| 10. | 23 ottobre 2005  | Madrid Masters, Madrid (1)                   | Cemento (i)   | Leander Paes         | Mark Knowles Daniel Nestor           | 6–3, 3–6, 2–6       |
| 11. | 13 novembre 2005 | Tennis Masters Cup, Shanghai                 | Sintetico (i) | Leander Paes         | Michaël Llodra Fabrice Santoro       | 7–6(6), 3–6, 6(4)–7 |
| 12. | 23 aprile 2006   | Monte Carlo Masters, Monte Carlo             | Terra rossa   | Fabrice Santoro      | Jonas Björkman Maks Mirny            | 2–6, 6(2)–7         |
| 13. | 9 luglio 2006    | Torneo di Wimbledon, Londra (2)              | Erba          | Fabrice Santoro      | Bob Bryan Mike Bryan                 | 3–6, 6–4, 4–6, 2–6  |
| 14. | 5 novembre 2006  | Paris Masters, Parigi (1)                    | Sintetico (i) | Fabrice Santoro      | Arnaud Clément Michaël Llodra        | 6(4)–7, 2–6         |
| 15. | 17 giugno 2007   | Halle Open, Halle                            | Erba          | Fabrice Santoro      | Simon Aspelin Julian Knowle          | 4–6, 6(5)–7         |
| 16. | 4 novembre 2007  | Paris Masters, Parigi (2)                    | Cemento       | Daniel Nestor        | Bob Bryan Mike Bryan                 | 3–6, 6(4)–7         |
| 17. | 21 marzo 2008    | Indian Wells Masters, Indian Wells (1)       | Cemento       | Daniel Nestor        | Jonathan Erlich Andy Ram             | 4–6, 4–6            |
| 18. | 11 maggio 2008   | Internazionali BNL d'Italia, Roma            | Terra rossa   | Daniel Nestor        | Bob Bryan Mike Bryan                 | 6–3, 4–6, [8–10]    |
| 19. | 7 giugno 2008    | Open di Francia, Parigi                      | Terra rossa   | Daniel Nestor        | Pablo Cuevas Luis Horna              | 2–6, 3–6            |
| 20. | 9 gennaio 2009   | Qatar Open ATP, Doha                         | Cemento       | Daniel Nestor        | Marc López Rafael Nadal              | 6–4, 4–6, [8–10]    |
| 21. | 17 gennaio 2009  | Medibank International Sydney, Sydney        | Cemento       | Daniel Nestor        | Bob Bryan Mike Bryan                 | 1–6, 6(3)–7         |
| 22. | 30 gennaio 2010  | Australian Open, Melbourne                   | Cemento (i)   | Daniel Nestor        | Bob Bryan Mike Bryan                 | 3–6, 7–6(5), 3–6    |
| 23. | 20 marzo 2010    | Indian Wells Masters, Indian Wells (2)       | Cemento       | Daniel Nestor        | Marc López Rafael Nadal              | 6(8)–7, 3–6         |
| 24. | 16 maggio 2010   | Mutua Madrileña Madrid Open, Madrid (2)      | Terra rossa   | Daniel Nestor        | Bob Bryan Mike Bryan                 | 3–6, 4–6            |
| 25. | 7 novembre 2010  | Swiss Indoors, Basilea                       | Cemento (i)   | Daniel Nestor        | Bob Bryan Mike Bryan                 | 3–6, 6–3, [3–10]    |
| 26. | 13 febbraio 2011 | ABN AMRO World Tennis Tournament, Rotterdam  | Cemento (i)   | Michaël Llodra       | Jürgen Melzer Philipp Petzschner     | 4–6, 6–3, [5–10]    |
| 27. | 8 maggio 2011    | Mutua Madrileña Madrid Open, Madrid (3)      | Terra rossa   | Michaël Llodra       | Bob Bryan Mike Bryan                 | 3–6, 3–6            |
| 28. | 21 agosto 2011   | Cincinnati Masters, Cincinnati (1)           | Cemento       | Michaël Llodra       | Mahesh Bhupathi Leander Paes         | 6(4)–7, 6(2)–7      |
| 29. | 16 ottobre 2011  | Shanghai Masters, Shanghai                   | Cemento       | Michaël Llodra       | Maks Mirny Daniel Nestor             | 6–3, 1–6, [10–12]   |
| 30. | 21 ottobre 2012  | Stockholm Open, Stoccolma (2)                | Cemento (i)   | Robert Lindstedt     | Marcelo Melo Bruno Soares            | 7–6(4), 5–7, [6–10] |
| 31. | 2 marzo 2013     | Dubai Tennis Championships, Dubai (2)        | Cemento       | Robert Lindstedt     | Mahesh Bhupathi Michaël Llodra       | 6(6)–7, 6(6)–7      |
| 32. | 1º marzo 2014    | Dubai Tennis Championships, Dubai (3)        | Cemento       | Daniel Nestor        | Rohan Bopanna Aisam-ul-Haq Qureshi   | 6–4, 6–3            |
| 33. | 27 aprile 2014   | Barcelona Open Banc Sabadell, Barcellona     | Terra rossa   | Daniel Nestor        | Jesse Huta Galung Stéphane Robert    | 3–6, 3–6            |
| 34. | 28 febbraio 2015 | Dubai Tennis Championships, Dubai (4)        | Cemento       | Aisam-ul-Haq Qureshi | Rohan Bopanna Daniel Nestor          | 4–6, 1–6            |
| 35. | 10 maggio 2015   | Mutua Madrileña Madrid Open, Madrid (4)      | Terra rossa   | Marcin Matkowski     | Rohan Bopanna Florin Mergea          | 2–6, 7–6(5), [9–11] |
| 36. | 21 giugno 2015   | Queen's Club Championships, Londra           | Erba          | Marcin Matkowski     | Pierre-Hugues Herbert Nicolas Mahut  | 2–6, 2–6            |
| 37. | 23 agosto 2015   | Western & Southern Open, Cincinnati (2)      | Cemento       | Marcin Matkowski     | Daniel Nestor Édouard Roger-Vasselin | 2–6, 2–6            |

### Doppio misto

#### Vittorie (5)
| Tornei del Grande Slam  |
| ----------------------- |
| Australian Open (2)     |
| Open di Francia (2)     |
| Torneo di Wimbledon (1) |
| US Open (0)             |

| Anno | Torneo                         | Superficie  | Compagno           | Avversari in finale              | Punteggio           |
| 2004 | Australian Open, Melbourne (1) | Cemento     | Elena Bovina       | Martina Navrátilová Leander Paes | 6–1, 7–6(3)         |
| 2006 | Open di Francia, Parigi (1)    | Terra rossa | Katarina Srebotnik | Elena Likhovtseva Daniel Nestor  | 6–3, 6–4            |
| 2008 | Australian Open, Melbourne (2) | Cemento     | Sun Tiantian       | Sania Mirza Mahesh Bhupathi      | 7–6(4), 6–4         |
| 2010 | Open di Francia, Parigi (2)    | Terra rossa | Katarina Srebotnik | Yaroslava Shvedova Julian Knowle | 4–6, 7–6(5), [11–9] |
| 2014 | Torneo di Wimbledon, Londra    | Erba        | Samantha Stosur    | Chan Hao-ching Maks Mirny        | 6–4, 6–2            |

#### Finali perse (5)
| Tornei del Grande Slam  |
| ----------------------- |
| Australian Open (0)     |
| Open di Francia (4)     |
| Torneo di Wimbledon (0) |
| US Open (1)             |

| Anno | Torneo                      | Superficie  | Compagno           | Avversari in finale                   | Punteggio           |
| 2005 | US Open, New York           | Cemento     | Katarina Srebotnik | Daniela Hantuchová Mahesh Bhupathi    | 4–6, 2–6            |
| 2007 | Open di Francia, Parigi (1) | Terra rossa | Katarina Srebotnik | Nathalie Dechy Andy Ram               | 5–7, 3–6            |
| 2008 | Open di Francia, Parigi (2) | Terra rossa | Katarina Srebotnik | Viktoryja Azaranka Bob Bryan          | 2–6, 6(4)–7         |
| 2011 | Open di Francia, Parigi (3) | Terra rossa | Katarina Srebotnik | Casey Dellacqua Scott Lipsky          | 6(6)–7, 6–4, [7–10] |
| 2014 | Open di Francia, Parigi (4) | Terra rossa | Julia Görges       | Anna-Lena Grönefeld Jean-Julien Rojer | 6–4, 2–6, [7–10]    |